# Jacky Wu (attore)
Jacky Wu Jing (cinese tradizionale: 吳京; cinese semplificato: 吴京; pinyin: Wú Jīng; Pechino, 3 aprile 1974) è un attore, artista marziale e regista cinese di origini mancesi.
I suoi ruoli più importanti sono stati quelli di Hawkman / Jackie, nella pellicola del 1996 Tai Chi Boxer, e quello di Kong Ko nel lungometraggio del 2006 Fatal Contact.

## Biografia
All'età di sei anni, Wu Jing ha iniziato a studiare al Beijing Sports Institute, vicino allo Shichahai, seguendo le orme del padre e del nonno. Come Jet Li prima di lui, negli anni '90 fece parte della squadra di arti marziali cinesi Beijing Wushu Team, con la quale vinse diverse gare nazionali di wushu a livello giovanile. Nel 2003 Wu Jing ha sposato la fidanzata Xie Nan.
Il debutto cinematografico di Wu è stato nel ruolo di Hawkman / Jackie, nella pellicola di Hong Kong del 1996 Tai Chi Boxer, seguito da alcune apparizioni in serie televisive wuxia della Cina continentale. Nel 2003 ha lavorato con il coreografo d'azione e regista Lau Kar Leung, per il lungometraggio Drunken Monkey. Nel 2005 ha ottenuto il massimo successo nel cinema d'azione di Hong Kong, interpretando un maligno assassino nella pellicola SPL: Sha Po Lang. Tra le partecipazioni di Wu figurano le pellicole Fatal Contact del 2006 e Twins Mission del 2007, con protagonisti Sammo Hung e il duo musicale Twins. A luglio dello stesso anno ha lavorato con Nicholas Tse, Jaycee Chan e Shawn Yue per il poliziesco di Benny Chan Invisible Target, mentre a marzo dell'anno successivo l'attore ha debuttato alla regia con la pellicola Legendary Assassin, a cui ha collaborato anche il coreografo d'azione Nicky Li.
Nel 2008 l'attore ha interpretato il ruolo di Lok Tin-hung nella pellicola Fatal Move, al fianco di Sammo Hung, Danny Lee e Simon Yam. Nello stesso anno ha avuto un cameo come il primo assassino in La mummia - La tomba dell'Imperatore Dragone con Brendan Fraser e Jet Li, il quale ha segnato il debutto nella scena statunitense. Tra le successive interpretazioni di Wu c'è il ruolo di Jing Neng nel film di arti marziali del 2011 Shaolin, affiancato da Nicholas Tse, Andy Lau e Jackie Chan. Nel 2015 è uscita la pellicola d'azione Wolf Warrior, di cui Wu è regista. Inoltre l'attore ha ripreso il ruolo di Jack, quello che ha segnato la svolta del suo successo in patria, nel sequel di Saat po long dal titolo Kill Zone - Ai confini della giustizia (2015). Il 31 marzo del 2008 Wu è partito volontario con la fondazione umanitaria di Jet Li, la One Foundation, per assistere i sopravvissuti del terremoto del Sichuan del 2008 nelle più remote aree montane coinvolte dal terremoto.

## Filmografia

### Cinema
| Anno | Titolo                                                 | Ruolo                    | Note                                                                      |
| ---- | ------------------------------------------------------ | ------------------------ | ------------------------------------------------------------------------- |
| 1996 | Tai Chi Boxer 太極拳                                   | Hawkman / Jackie         | Titolo alternativo: Tai Chi II                                            |
| 2001 | The Legend of Zu 蜀山傳                                | Ying                     | Titolo alternativo: Zu Warriors                                           |
| 2003 | Drunken Monkey 醉猴                                    | Grande zio Tak           |                                                                           |
| 2005 | SPL: Sha Po Lang 殺破狼                                | Jack                     | Titolo alternativo: S.P.L. Titolo alternativo 2: Kill Zone                |
| 2006 | A Foreign Luck 天上掉餡餅                              | Liuliu                   |                                                                           |
| 2006 | Fatal Contact 黑拳                                     | Kong Ko                  |                                                                           |
| 2007 | Twins Mission 雙子神偷                                 | Lau Hay / Lau San        | Titolo alternativo: Let's Steal Together                                  |
| 2007 | Invisible Target 男兒本色                              | Tien Yeng-seng           |                                                                           |
| 2008 | Shaolin Basket 功夫灌籃                                |                          |                                                                           |
| 2008 | Fatal Move 奪帥                                        | Lok Tin-hung             |                                                                           |
| 2008 | L for Love L for Lies 我的最愛                         | Michael                  | Cameo                                                                     |
| 2008 | La mummia - La tomba dell'Imperatore Dragone 盜墓迷城3 | Assassino #1             | Cameo                                                                     |
| 2008 | Legendary Assassin 狼牙                                | Bo Tong-lam              | Titolo alternativo: Wolf Fang Regia                                       |
| 2009 | Kung Fu Cyborg 機器俠                                  | K-88                     | Titolo alternativo: Metallic Attraction: Kungfu Cyborg                    |
| 2009 | Howling Arrow 響箭                                     |                          |                                                                           |
| 2010 | Just Another Pandora's Box 越光寶盒                    | Capo delle guardie       |                                                                           |
| 2010 | City Under Siege 全城戒備                              | Sun Hao                  |                                                                           |
| 2010 | Wind Blast 西風烈                                      | Yang Xiaoming (pastore)  |                                                                           |
| 2010 | Love Tactics 愛情36計                                  | Wu Jielun                |                                                                           |
| 2010 | Tieqiao San 鐵橋三                                     |                          |                                                                           |
| 2011 | Shaolin 新少林寺                                       | Jingneng                 |                                                                           |
| 2011 | Magic to Win 開心魔法                                  | Bi Yewu (mago del fuoco) |                                                                           |
| 2013 | Badges of Fury 不二神探                                | Manager assicurativo     | Titolo originale: The One Detective                                       |
| 2014 | The Breakup Guru                                       |                          |                                                                           |
| 2015 | Special Forces: Wolf Warrior                           | Leng Feng                | Regia                                                                     |
| 2015 | Kill Zone - Ai confini della giustizia                 | Chan Chi-kit "Kit"       | Titolo alternativo: S.P.L.2 Titolo alternativo 2: A Time for Consequences |
| 2021 | The Battle at Lake Changjin                            | Capitano Wu Qianli       |                                                                           |
| 2022 | The Battle at Lake Changjin II                         | Capitano Wu Qianli       |                                                                           |

- Shark 2 - L'abisso (Meg 2: The Trench), regia di Ben Wheatley (2023)

### Televisione
| Anno | Titolo                                              | Ruolo                 | Note                                                      |
| ---- | --------------------------------------------------- | --------------------- | --------------------------------------------------------- |
| 1997 | Master of Tai Chi 太極宗師                          | Yang Yuqian           |                                                           |
| 1998 | Xin Shuihu Houzhuan 新水滸後傳                      | Ximen Jinge           | Titolo alternativo cinese Shixue Wenjian (拭血問劍)       |
| 1998 | The New Shaolin Temple 新少林寺                     | Jueyuan               |                                                           |
| 1999 | Legend of Dagger Li 小李飛刀                        | A'fei                 |                                                           |
| 2000 | Love in the Turbulent Times 亂世桃花                | Pei Yuanqing          |                                                           |
| 2000 | The Bigwig 大人物                                   | Yang Fan              | Titolo alternativo cinese: Fanren Yang Datou (凡人楊大頭) |
| 2000 | Cema Xiao Xifeng 策馬嘯西風                         | Meng Xinghun          |                                                           |
| 2001 | Xin Tian Can Bian 新天蠶變                          | Yun Feiyang           | Titolo alternativo cinese: Jincan Siyu (金蠶絲雨)         |
| 2001 | Huangshang Dubuqi 皇上對不起                        | Imperatore Qianlong   |                                                           |
| 2001 | Da Qinchai Zhi Huangcheng Shenying 大欽差之皇城神鷹 | Qi Yun'ao             |                                                           |
| 2002 | Shaolin King of Martial Arts 少林武王               | Tanzhi                |                                                           |
| 2002 | Jiangshan Weizhong 江山為重                         | Hongli / Chen Bangguo | Titolo alternativo cinese: Da Qing Diguo (大清帝國)       |
| 2002 | Southern Shaolin 南少林                             | Fang Shiyu            |                                                           |
| 2003 | A Chinese Ghost Story 倩女幽魂                      | Zhuge Liuyun          |                                                           |
| 2003 | 36th Chamber of Southern Shaolin 南少林三十六房     | Fang Shiyu            |                                                           |
| 2004 | Jiangshan Ernü Jiduo Qing 江山兒女幾多情            | Imperatore            |                                                           |
| 2004 | I Have Eyes Only For You 誰為我心動                 | Bai Xiangfei          | Titolo alternativo: Who Are My Heart                      |
| 2005 | Wudang II 武當II                                    | Zhang Wuji            |                                                           |
| 2005 | Gushangzao Shi Qian 鼓上蚤時遷                      | Shi Qian              |                                                           |